# Paralstonite
La paralstonite è un minerale.